# Pseudoliomera remota
Pseudoliomera remota är en kräftdjursart som först beskrevs av M. J. Rathbun 1907.  Pseudoliomera remota ingår i släktet Pseudoliomera och familjen Xanthidae. Inga underarter finns listade i Catalogue of Life.